# 1235

## Събития
- На събор в Лампсак е възстановена българската патриаршия

## Починали
- 14 януари – Сава, сръбски духовник